# Copa Eva Duarte 1951-52
La Copa Eva Duarte 1951-52 fue cronológicamente la sexta temporada de esta competición. Según las reglas oficiales de la Real Federación Española de Fútbol (RFEF), organizador de la competición, el club vencedor tanto de la Liga de España como de la Copa se acreditaba automáticamente vencedor del torneo. En este caso, el FC Barcelona resultó campeón de la Primera División de España 1951-52 y Copa del Generalísimo de fútbol 1952 (ganó el doblete como se le conoce popularmente), por lo que se adjudicó el trofeo. Esto supuso el segundo título en la historia de la competición para el FC Barcelona.
La Copa Eva Duarte 1951-52 figura como la sexta de siete temporadas.
|                         |
| Campeón F. C. BARCELONA |
| Segundo título          |